# Amazonomachia

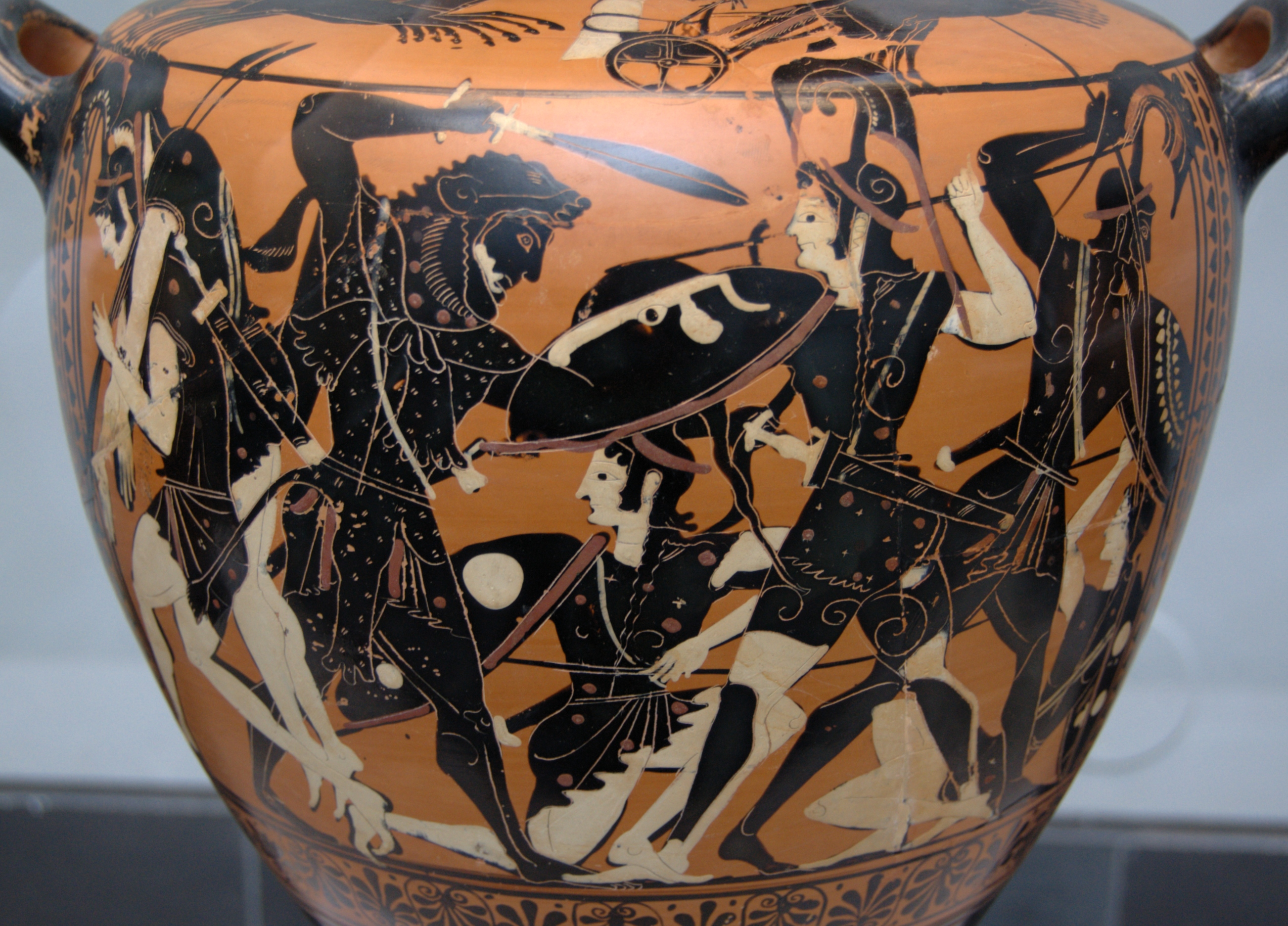
Herakles walczący z Amazonkami, greckie malowidło wazowe w stylu czarnofigurowym na attyckiej hydrii z 530 r. p.n.e., Vulci

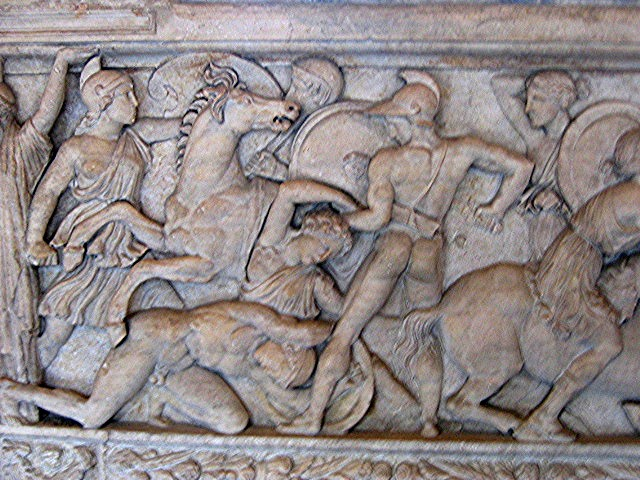
Amazonomachia, relief, sarkofag

Amazonomachia (gr. Ἀμαζονομαχία Amazonomachía, od Ἀμαζών Amazṓn ‘Amazonka’ i μάχη máchē ‘walka’, ‘bitwa’) – w mitologii greckiej walka Amazonek z Grekami.
Z Amazonkami walczyli m.in. Achilles, Bellerofont, Dionizos, Herakles, Tezeusz.
Wyobrażenie o amazonomachii przejawia się w sztukach plastycznych, między innymi w greckim malarstwie wazowym (ponad 300 waz) i rzeźbie (fryz z Mauzoleum w Halikarnasie z IV w. p.n.e., fryz ze świątyni w Figalei, tarcza Ateny Partenos Fidiasza, tron Zeusa w Olimpii, sarkofag Amazonek), oraz w literaturze.